# Điểm đến của SriLankan Airlines
Dưới đây là thông tin về điểm bay của SriLankan Airlines của Sri Lanka. Hiện nay, SriLankan Airlines có một công ty nhỏ, nhưng sẽ không được liệt kê dưới đây. Ngoài những điểm bay hiện có, hãng cũng đã có hững điểm ngưng hoat động và sẽ được liệt kê tại cuối bài.

## Châu Á

### Đông Á
- Cộng hòa Nhân dân Trung Hoa
  - Bắc Kinh-Sân bay quốc tế Thủ Đô Bắc Kinh
  - Thượng Hải-Sân bay quốc tế Phố Đông-Thượng Hải
  - Quảng Châu-Sân bay quốc tế Bạch Vân Quảng Châu
- Hồng Kông
  - Hồng Kông-Sân bay quốc tế Hồng Kông
- Nhật Bản
  - Tokyo-Sân bay quốc tế Narita

### Nam Á
- Ấn Độ
  - Bangalore-Sân bay quốc tế Bengaluru
  - Chennai-Sân bay quốc tế Chennai
  - Delhi-Sân bay quốc tế Indira Gandhi
  - Kochi-Sân bay quốc tế Cochin
  - Mumbai-Sân bay quốc tế Chhatrapati Shivaji
  - Thiruvananthapuram-Sân bay quốc tế Trivandrum
  - Tiruchirapalli-Sân bay quốc tế Tiruchirapalli
- Maldives
  - Malé-Sân bay quốc tế Malé
- Pakistan
  - Karachi-Sân bay quốc tế Jinnah
- Sri Lanka
  - Colombo-Sân bay quốc tế Bandaranaike

### Đông Nam Á
- - Kuala Lumpur-Sân bay quốc tế Kuala Lumpur
- Singapore
  - Singapore-Sân bay quốc tế Singapore Changi
- Thái Lan
  - Bangkok-Sân bay quốc tế Suvarnabhumi

### Trung Đông (Tây Á)
- Bahrain
  - Bahrain-Sân bay quốc tế Bahrain
- Kuwait
  - Kuwait-Sân bay quốc tế Kuwait
- Oman
  - Muscat-Sân bay quốc tế Muscat
- Qatar
  - Doha-Sân bay quốc tế Doha
- Ả Rập Xê Út
  - Dammam-Sân bay quốc tế King Fahd
  - Jeddah-Sân bay quốc tế King Abdulaziz
  - Riyadh-Sân bay quốc tế quốc vương Khalid
- Các Tiểu vương quốc Ả Rập Thống nhất
  - Abu Dhabi-Sân bay quốc tế Abu Dhabi
  - Dubai-Sân bay quốc tế Dubai

## Châu Âu
- Pháp
  - Paris-Sân bay quốc tế Charles de Gaulle
- Đức
  - Frankfurt am Main-Sân bay quốc tế Frankfurt
- Ý
  - Roma-Sân bay quốc tế Leonardo da Vinci
  - Milan-Sân bay quốc tế Malpensa
- Nga
  - Moskva-Sân bay quốc tế Domodedovo
- Thụy Sĩ
  - Zurich-Sân bay Zürich
- Anh
  - Luân Đôn-Sân bay London Heathrow

## Các điểm đến trước đây
- Châu Phi
  - Nam Phi:Durban; Johannesburg
- Châu Á
  - Bangladesh:Dhaka
  - Ấn Độ:Coimbatore; Gaya; Goa; Hyderabad; Kozhikode
  - Indonesia:Jakarta
  - Nhật Bản:Fukuoka; Osaka
  - Liban:Beirut
  - Các Tiểu vương quốc Ả Rập Thống Nhất: Shirjah
- Châu Âu
  - Áo: Vienna
  - Bỉ: Brussels
  - Đan Mạch: Copenhagen
  - Đức: Berlin; Dusseldorf; München
  - Hà Lan: Amsterdam
  - Thụy Điển: Stockholm
  - Anh: Manchester
- Châu Đại Dương
  - Úc: Melbourne; Sydney